# Leptodactylus rugosus
Leptodactylus rugosus é uma espécie de anfíbio da família Leptodactylidae. Pode ser encontrada no  Brasil, na Venezuela e na Guiana.